# BURN OUT
「BURN OUT」（バーン・アウト）は、Jの1枚目のシングル及び楽曲。1997年6月25日にMCAビクターから発売された。規格品番：MVDH-2。

## 内容
LUNA SEAベーシスト・Jのソロ・デビュー曲。デビュー・オリジナル・アルバム『PYROMANIA』からの先行シングル。

## 収録曲
全作詞・作曲・編曲：J
1. BURN OUT
2. CALL ME